# 9,3 × 74 mm R

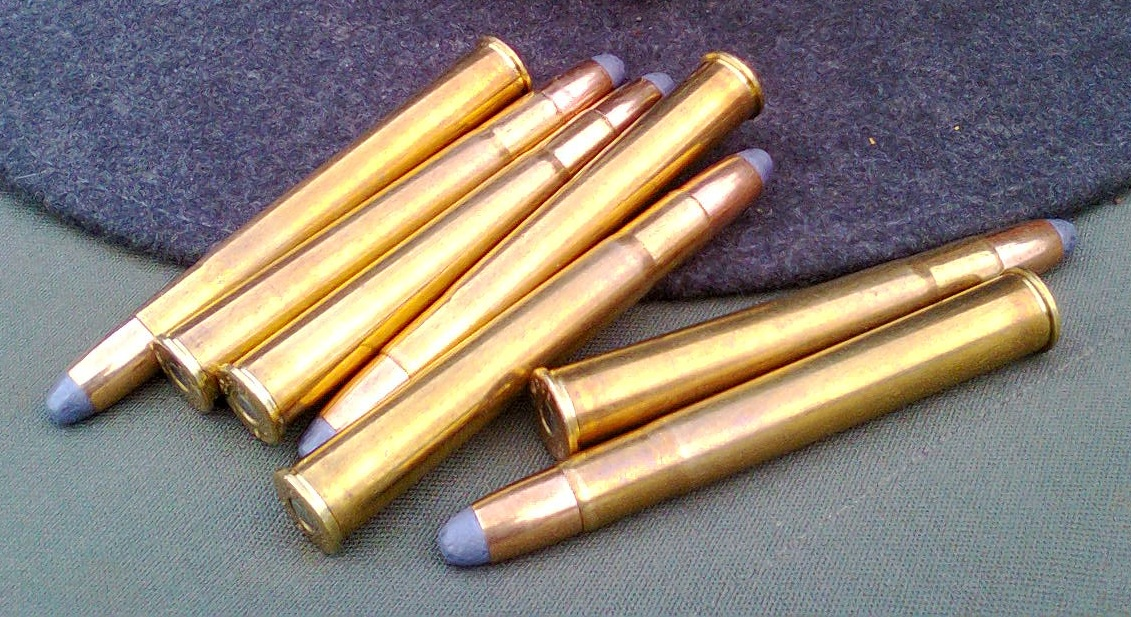
Patronen 9,3 x 74 R

Die 9,3 × 74 mm R ist eine europäische Randpatrone für die Jagd auf Hochwild, die um 1900 eingeführt wurde. Sie wird bisweilen als „Königin der Hochwildjagd“ bezeichnet und wird hauptsächlich aus Doppelbüchsen und Bockbüchsen sowie aus Drillingen genutzt.

## Geschichte
Die Entstehungsgeschichte der 9,3 × 74 mm R ist nicht vollständig geklärt. Die Literatur beschreibt sie als Synthese des Kalibers der deutschen 9,3 x 62 (Geschoss) mit der Hülse der britischen .400/360 Nitro Express von Westley Richards und James Purdey & Sons um 1900. Auch als Hochwild-Patrone Nr. 474a bezeichnet, galt sie als Standard für die Jagd in den nicht-britischen Kolonien auf Hochwild. „Die Geschosswirkung ist eine ganz außerordentliche und genügt gegen das schwerste Wild, Elch, Kaffernbüffel, Nashorn. Mit Vollmantel sind schon afrikanische Elefanten zur Strecke gebracht worden.“ Als europäische Patrone mit einer GEE < 200 m gilt die 9,3 x 74 R als gute Wahl für Drückjagden und Ansitz.